# C18H24N2O3
化学式C18H24N2O3（摩尔质量：316.4 g/mol）可能指：
- RTI-160，PubChem CID：44386037
- 阿替唑兰，CAS号：135637-46-6

|  | 这个同类索引页列出了具有相同分子式的化学物（即同分異構體）条目。 除非您是有意链接至本页，否则应将相应条目的内部链接指向正确的条目。 |